# Lana Wood
Lana Wood, właśc. Svetlana Gurdin zdrobniale Lana Gurdin (ur. 1 marca 1946 w Santa Monica) – amerykańska aktorka.

## Życiorys
Urodziła się w rodzinie rosyjskich emigrantów. Jej rodzicami byli Nikolaj Zacharenko (ur. we Władywostoku) i Maria (urodzona w Tomsku). Miała starszą siostrę, także aktorkę, Natalie Wood (zm. 1981).
Jej pierwszym występem na dużym ekranie był western z udziałem Johna Wayne’a pt. Poszukiwacze. Zyskała popularność dzięki roli Plenty O’Toole, bohaterki filmu o Jamesie Bondzie pt. Diamenty są wieczne z 1971 roku.
Była sześciokrotnie zamężna. Jej córka Evan zmarła w 2017 roku.

## Filmografia

### Filmy
- 1947: Driftwood jako niemowlę
- 1956: Poszukiwacze jako Debbie Edwards w dzieciństwie
- 1958: Marjorie Morningstar
- 1962: Five Finger Exercise jako Mary
- 1965: The Girls on the Beach jako Bonnie
- 1968: For Singles Only jako Helen Todd
- 1969: Scream Free! jako Karen
- 1970: Black Water Gold jako Eagan Ryan
- 1970: The Over-the-Hill Gang Rides Again jako Katie Flavin
- 1971: Diamenty są wieczne jako Plenty O’Toole
- 1972: A Place Called Today jako Carolyn Schneider
- 1972: Justin Morgan Had a Horse jako Kathleen
- 1974: Goodnight Jackie jako Jackie
- 1975: Sons of Sassoun
- 1975: Who Is the Black Dahlia? jako pensjonariusz
- 1976: Nightmare in Badham County jako Smitty
- 1977: Corey: For the People jako Janet Hanley
- 1977: Grayeagle jako Beth Colter
- 1977: Little Ladies of Night jako Maureen
- 1977: Speedtrap jako New Blossom
- 1978: A Question of Guilt jako Elizabeth Carson
- 1979: Captain America II: Death Too Soon jako Yolanda
- 1982: Satan’s Mistress jako Lisa
- 2008: Divas of Novella jako Zeld
- 2009: Księga Rut jako Tani
- 2010: War of Heaven jako prezydent Bailey
- 2010: Renovation jako dr Nitas
- 2014: Donors jako Norma
- 2015: Bestseller jako Marta
- 2015: Killing Poe jako Dean Wood
- 2017: State of Hate jako Sofia Jacalone
- 2018: Wild Faith jako Opal
- 2019: Bill Tilghman and the Outlaws jako panna Darling

#### Produkcja
- 1983: Zabij mnie, zabij siebie
- 2004: Historia Natalie Wood

### Seriale
- 1954: Disneyland jako Kathleen (gościnnie)
- 1956: Playhouse 90 jako Judy w dzieciństwie (gościnnie)
- 1957: Have Gun – Will Travel jako Becky Coldwell (gościnnie)
- 1957: The Real McCoys jako Marlyn Harwick (gościnnie)
- 1959: Bonanza jako Dana Dawson (gościnnie)
- 1961: Doktor Kildare jako Judy Gaer (gościnnie)
- 1963: Ścigany jako Lalka (gościnnie)
- 1964: Peyton Place jako Sandy Webber (gościnnie)
- 1965: The Long, Hot Summer jako Eula Harker
- 1965: The Wild Wild West jako Sheila „Vixen” O’Shaugnessy (gościnnie)
- 1966: Felony Squad jako Sherry Martin (gościnnie)
- 1966: Mission Impossible jako Marcy Carpenter (gościnnie)
- 1969: Marcus Welby, lekarz medycyny jako Angie (gościnnie)
- 1969: My Friend Tony (gościnnie)
- 1969: Night Gallery jako pokojówka (gościnnie)
- 1971: O’Hara, U.S. Treasury jako Fran Harper
- 1973: Police Story jako Gloria / June Lang / Rene (gościnnie)
- 1974: QB VII jako Sue Sclanon
- 1975: Baretta jako siostra Olive (gościnnie)
- 1975: Starsky i Hutch jako Sidney Archer / Ella (gościnnie)
- 1977: Fantasy Island jako Cecile (gościnnie)
- 1978: David Cassidy: Man Undercover (gościnnie)
- 1981: Nero Wolfe jako Delia Brandt (gościnnie)
- 1981: The Fall Guy (gościnnie)
- 1982: Capitol jako Fran Burke
- 1984: Mike Hammer jako Virginia Warburton (gościnnie)
- 1987: Biografie (gościnnie)
- 2018: Natalie Wood: An American Murder Mystery (we własnej osobie)